# Giampaolo Barosso
Giampaolo Barosso (Torino, 8 giugno 1937 – Montecampano, 27 febbraio 2014) è stato uno scrittore italiano.

## Biografia
Nato a Torino nel 1937, l'anno successivo la famiglia si trasferisce a Genova, dove il padre è nominato responsabile della Casa della Bibbia, rappresentante della Società Biblica di Ginevra in Italia. Durante la guerra la famiglia è costretta a varie peregrinazioni (Torino, Asti, Monteroduni, Santa Maria Capua Vetere…), e torna a Genova nel 1945.
Nel 1954 lascia la scuola per arruolarsi nell'Aeronautica militare. A Caserta e poi a Vicenza al Comando Nato della 5ª Ataf. Si congeda nel 1957. Torna a Genova dove si dedica a varie attività: musica (partecipa con Gino Paoli e Luigi Tenco alla formazione di un piccolo complesso "I Diavoli del Rock & Roll", ma il progetto abortisce presto), pittura (frequenta per un anno il corso di Rocco Borella all'Accademia Ligustica di Belle Arti), esponendo anche due quadri alla Mostra regionale d'arte figurativa allestita a Genova al Teatro del Falcone nel 1959, e lavora poi per circa un anno con Martino Oberto  a lavori di recupero e restauro di affreschi e dipinti antichi. È sulla rivista fondata da Martino con Anna Oberto e Gabriele Stocchi, Ana Eccetera [http://www.verbapicta.it/dati/riviste/ana-eccetera], che uscirà nel 1960 la sua prima pubblicazione, il racconto “Un incidente analogo” e in seguito diversi altri scritti. Abbandona il lavoro in seguito a forte depressione.
Nel 1961 l’amico Osvaldo Pavese gli propone di scrivere soggetti per Topolino. La prima storia, "Paperino al Gran Premio di Paperopoli",  viene pubblicata nel novembre 1961. Dall’anno successivo, e per i dieci anni successivi, collabora con il fratello Abramo, che scrive i soggetti, mentre Giampaolo si occupa della sceneggiatura [cfr. I Grandi Classici Disney. Panini comics, n. 85 - gennaio 2023].
Nel 1964 si trasferisce a Milano, dove comincia a frequentare il Centro di Cibernetica e Attività Linguistiche dell’Università di Milano, diretto da Silvio Ceccato, che nel 1969 lo incarica della redazione di Pensiero e linguaggio in operazioni, incarico che svolge fino al 1972, quando la rivista termina la sua pubblicazione per mancanza di fondi. In questo periodo partecipa attivamente ai lavori del Centro, pubblicando numerosi scritti. All'attività svolta al Centro di Cibernetica continua ad affiancare lavori di traduzione di testi scientifici, nonché testi di canzoni per Gino Paoli (le più note "Io che sarei" del 1967 e "Come si fa" del 1969).
Intanto, dopo avere sceneggiato centinaia di storie per Topolino, decide di abbandonare la Disney (La sua ultima storia risale al novembre 1973 e si intitola "Topolino e la pappa del pupo", disegnata da Pier Lorenzo De Vita e pubblicata sul numero 939 di Topolino), e viene invitato da Giancarlo Francesconi, allora direttore del Corriere dei Piccoli, a scrivere per questo giornale. A partire dal 1972 vengono creati Brambillino & C. (illustrazioni di Maria Luisa Uggetti), Robi e Robo (illustrazioni di Carlo Lupatelli, nato dal corto Il mondo dei Pupazzi che Barosso aveva scritto per Maria Luisa Uggetti, pubblicato sul Corriere dei Piccoli n. 30 del 1974) e I Ballordi (illustrazioni di Gian Carlo Tonna).
Dopo un breve soggiorno a Roma, nel 1975 si trasferisce in un casolare in Umbria, dove impiega il suo tempo in parte dedicandosi alla campagna e in parte studiando e scrivendo diversi testi che mette online sul suo sito web.
Nel 2008, insieme al fratello, vince il Premio Papersera.
È scomparso nel 2014 all'età di 76 anni, circa un anno dopo la scomparsa del fratello Abramo.

## Opere

### Testi
- Un incidente analogo, Ana eccetera, 3, 1960.
- Saggio manoscritto di una filosofia dell´impoetabile, TOOL - Quaderni di scrittura simbiotica, 1, 1965.
- Programma schematico di un'attività di ricerca e applicazione, Ana Etcetera - Sezione di Metacultura, 6, 1965.
- Omaggio a Saussure, Nuovo 75, 1, 1967 (con Accame F.).
- Brevi appunti su alcune ipotesi teoriche per una rivincita metodologica dell'analisi critica da un punto di vista deculturale e Immodificabilità futurativa (saggio sul fare scrivente), Ana Etcetera - Sezione di Metacultura, 7, 1967.
- Decultura, Ana Etcetera - Supplemento, 7, 1967 (con Accame, F., Giuliani, V., Zarri, G.P.)
- Due esempi della cattiva applicazione delle scienze logiche e matematiche alle scienze dell'uomo, Nuovo 75, 3, 1968.
- La comprensione meccanica, Nuovo 75, 2, 1968 (con Giuliani M. V.).
- Principi generali di linguistica operativa. In S. Ceccato (a cura di), Corso di linguistica operativa, Milano: Longanesi, 1969.
- Immodificabilità futurativa - notizia circa un nuovo progetto di lingua ausiliara artificiale internazionale, Ana Etcetera - Sezione di Metacultura, 8, 1969.
- Operational Linguistics Applied to the Design of a Universal Auxiliary Language, 2nd International Congress of Applied Linguistics, Cambridge, 12 settembre 1969, pp. 1-11 (con S. Ceccato).
- Lessico cibernetico, Comma, V, 5, 1969.
- Aspetti operativi universali del pensiero e del linguaggio, Pensiero e linguaggio in operazioni, 1, 1, 1970.
- Nota sul nazionalismo linguistico, Pensiero e linguaggio in operazioni, 1, 2, 1970.
- Per una civiltà della consapevolezza e della decisione comune - Piano dell'opera, Ana Excetera - Sezione di Metacultura, 9, 1970.
- Analisi in operazioni dell'attività mentale e metodologia delle scienze, Pensiero e linguaggio in operazioni,  1, 4, 1970.
- Analisi linguistica-operativa comparata. Una prima impostazione, Pensiero e linguaggio in operazioni, 1, 4, 1970 (con Giuliani M. V. e Samet E.).
- La gabbia teoconica, Pensiero e linguaggio in operazioni,  1, 4, 1970.
- Cibernetica e comunicazione internazionale, Informazione Radio Tv, 10, 1970.
- Notizia su un sistema classificatorio e notazionale delle categorie mentali,  Ana Excetera - Sezione di Metacultura, 10, 1971.
- Un sistema classificatorio e notazionale delle categorie mentali, Pensiero e linguaggio in operazioni,  3, 10, 1972.
- Grillo e formica. Il formichiere, 1973 (con F. Accame.)
- La storia della ragazza molto intelligente. In Racconti della buona notte. (Selezione delle migliori fiabe vincitrici del Premio Andersen-Baia delle Favole delle edizioni 1972-73-74). Milano: AMZ, 1975.
- Dizionarietto (illustrato) della lingua italiana lussuosa. Milano: Rizzoli, 1977. (Ristampato nel 2022 da Elliot edizioni con Postfazione di Antonio Castronuovo)
- Introduzione a: Bertelli, L., Il giornalino di Gian Burrasca. Milano: Rizzoli, 1977.
- Una camomilla calda e altri messaggi [a cura di F. Accame e M.V. Giuliani]. Milano: Biblion Edizioni, 2018.
- Per una civiltà della consapevolezza e della decisione in comune. Roma: Odradek, 2020 (Introduzione di Felice Accame; Nota biobibliografica a cura di M. Vittoria Giuliani).

### Curatele
- Ceccato, S., Cibernetica per tutti [a cura di Giampaolo Barosso]. Milano: Feltrinelli, 1968.
- Ceccato, S., Barosso, G., Accame, F., Viva chi legge, 3 voll., Napoli: Editrice Moranoi, 1976.

### Traduzioni
- Wiener, N., La cibernetica: controllo e comunicazione nell'animale e nella macchina.  Milano: Il saggiatore, 1968.
- Kaufmann, A., Le tecniche decisionali: introduzione alla praxeologia. Milano: Il saggiatore, 1968
- Singh, J., Teoria dell'informazione: linguaggio e cibernetica.  Milano: A. Mondadori, 1969.
- Hardt, J.P.  et al. (eds.), Matematica e calcolatori nella pianificazione economica sovietica. Milano: Il saggiatore, 1969.
- Oldfield, R.C.  e J.C: Marshall (eds.), Psicolinguistica. Torino: Boringhieri, 1974.
- Veblen, T., La teoria della classe agiata. Milano: Biblioteca universale Rizzoli, 1981.

### Testi online
- AAA I (1979-1981)

- AAA II (1981-1982)
- AAA III (1982-1984)
- AAA IV (1985-1985)
- AAA V (1985-1987)
- AAA VI - Somalia (settembre-dicembre 1987)
- AAA VII (1987-1990)
- -Progetti di Stefanassi (1972-2001)
- Poema burocratico (1979-2001)
- Ai miei polli e altri messaggi (1979-2002)
- Alcuni luoghi di Roma a volo d'uccello (1985-2002)
- Israele per gli amici. Relazione di viaggio. Contenente, in forma di elucubrazione divagatoria, un abbozzo di saggio alla francese, cui volendo si potrebbe dar per titolo "Il Silenzio e la Parola" ("Le Silence et la Parole": molto francese (1986/2002)
- Viaggio cognitivo in Olanda, attraverso Toscana, Emilia, Lombardia, Svizzera, Alsazia, Lorena, Lussemburgo, Ardenne, Brabante, Anversa, Fiandre, Zelanda, e passando al ritorno per Parigi, Ginevra, e Val d'Aosta. Diario postumo contenente numerose Illustrazioni, suggestive Descrizioni, ampie Divagazioni, una Storiella comica, profonde Riflessioni  (1988-2002)
- Illustrazioni di Stefanassi (1991-2000).
- Grecheide. Diario di viaggio. Contenente nove strofe di dieci endecasillabi sciolti caduna; spunti saggistici di vario argomento; e altre preziosità (1992-2001)
- Breve viaggio in Mezz'Europa. Giro un po' lungo per andarsi a comprare il tabacco per la pipa (1990-2006)
- L'arte del fico secco in Francis Ponge (2003)
- Ancora sulla Veneranda, Terribile, Esecranda questione dell'Essere (2014)
- Pierre-Daniel Huet, o dello Scetticismo episcopale (21 febbraio 2011)
- Una teoria universale del significato. Brevi cenni (1983-2002)
- Letteratura di suggestione. Letteratura di comprensione. I due modi della terapia letteraria (1985-2002)
- Il Costrutto di Pensiero. Un appunto critico concernente la Teoria Logico-linguistica Ceccatiana, accompagnato da una modesta proposta costruttiva. (1989-2005)
- L’Uomo in cammino. Un Appunto schematico su Natura e Origine di Spazio e Tempo (2006)